# Gioacchino Colombo
Gioacchino Colombo (ur. 9 stycznia 1903 w Legnano, zm. 27 kwietnia 1987 w Mediolanie) – włoski inżynier i konstruktor silników.

## Życiorys
W latach 20. i na początku lat 30. był asystentem Vittorio Jano w Alfie Romeo. W 1937 Colombo zaprojektował na prośbę Enzo Ferrariego silnik 158 do Alfy Romeo Alfetta. Po II wojnie światowej Ferrari poprosił Colombo o zaprojektowanie pierwszego silnika Ferrari V12. Silnik ten został zastąpiony jednostką 4,5 litra projektu Aurelio Lamprediego. W 1950 roku Colombo wrócił do Alfy Romeo. Kierowcy Alfy Romeo – Giuseppe Farina i Juan Manuel Fangio – zdobyli tytuły w klasyfikacji Mistrzostw Świata Formuły 1 odpowiednio w latach 1950 i 1951. W 1953 roku Colombo przeszedł do Maserati, dla którego zaprojektował model 250F. Dwa lata później został pracownikiem Bugatti, ale program uczestnictwa francuskiej firmy w Formule 1 zakończył się niepowodzeniem.
Silnik Ferrari V12 projektu Colombo był używany do 1966 roku.